# Rapala arata
Rapala arata är en fjärilsart som beskrevs av Bremer 1864. Rapala arata ingår i släktet Rapala och familjen juvelvingar. Inga underarter finns listade.

## Bildgalleri

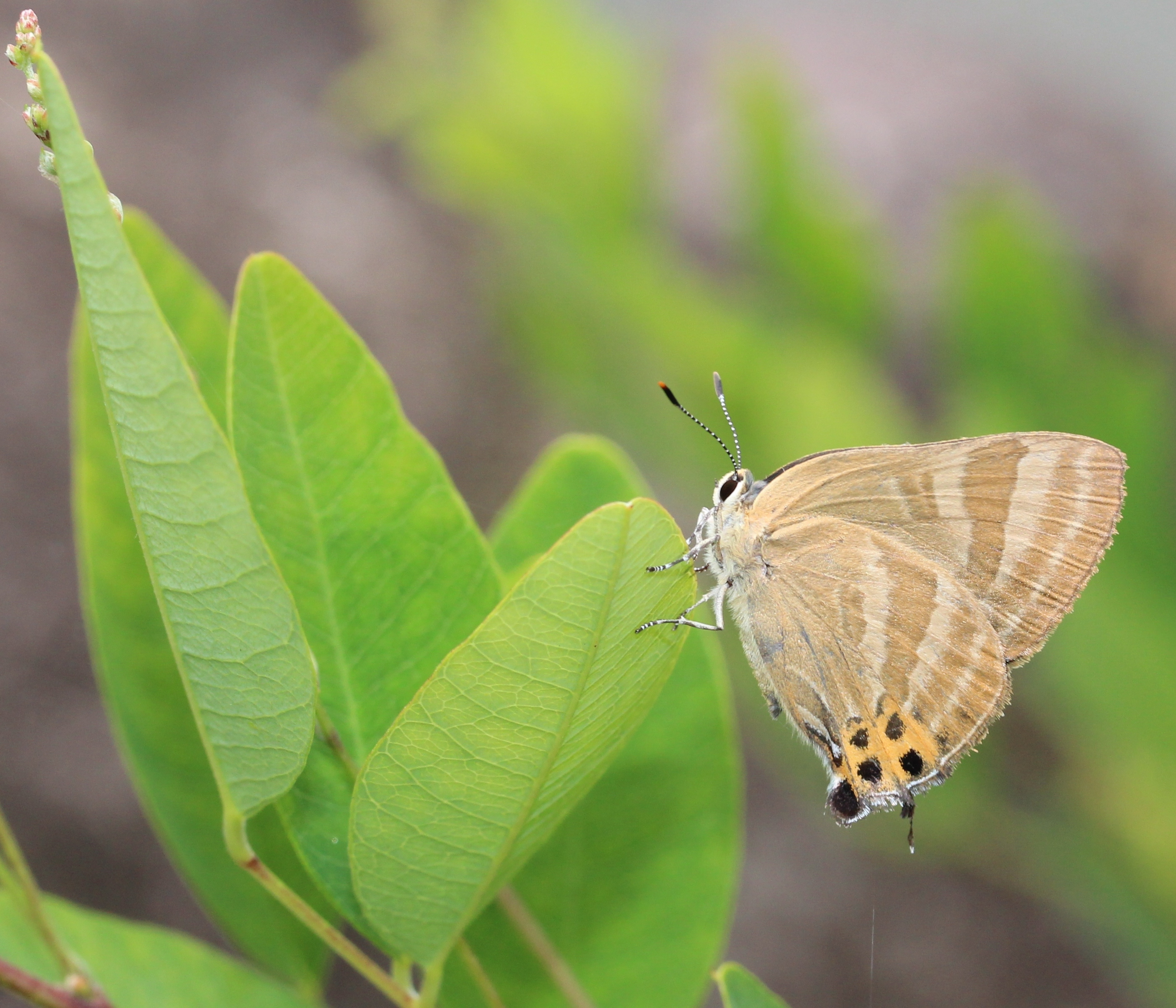
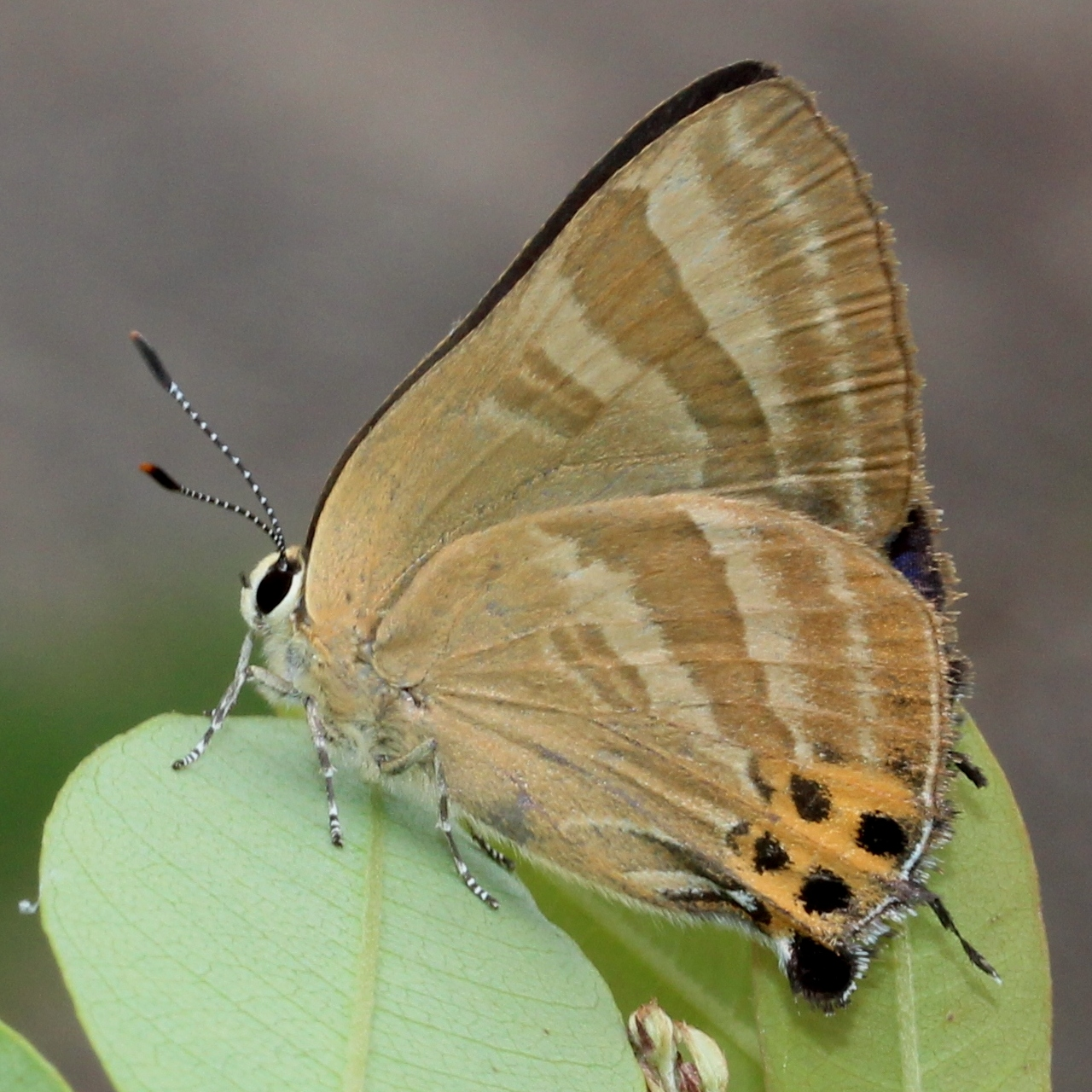
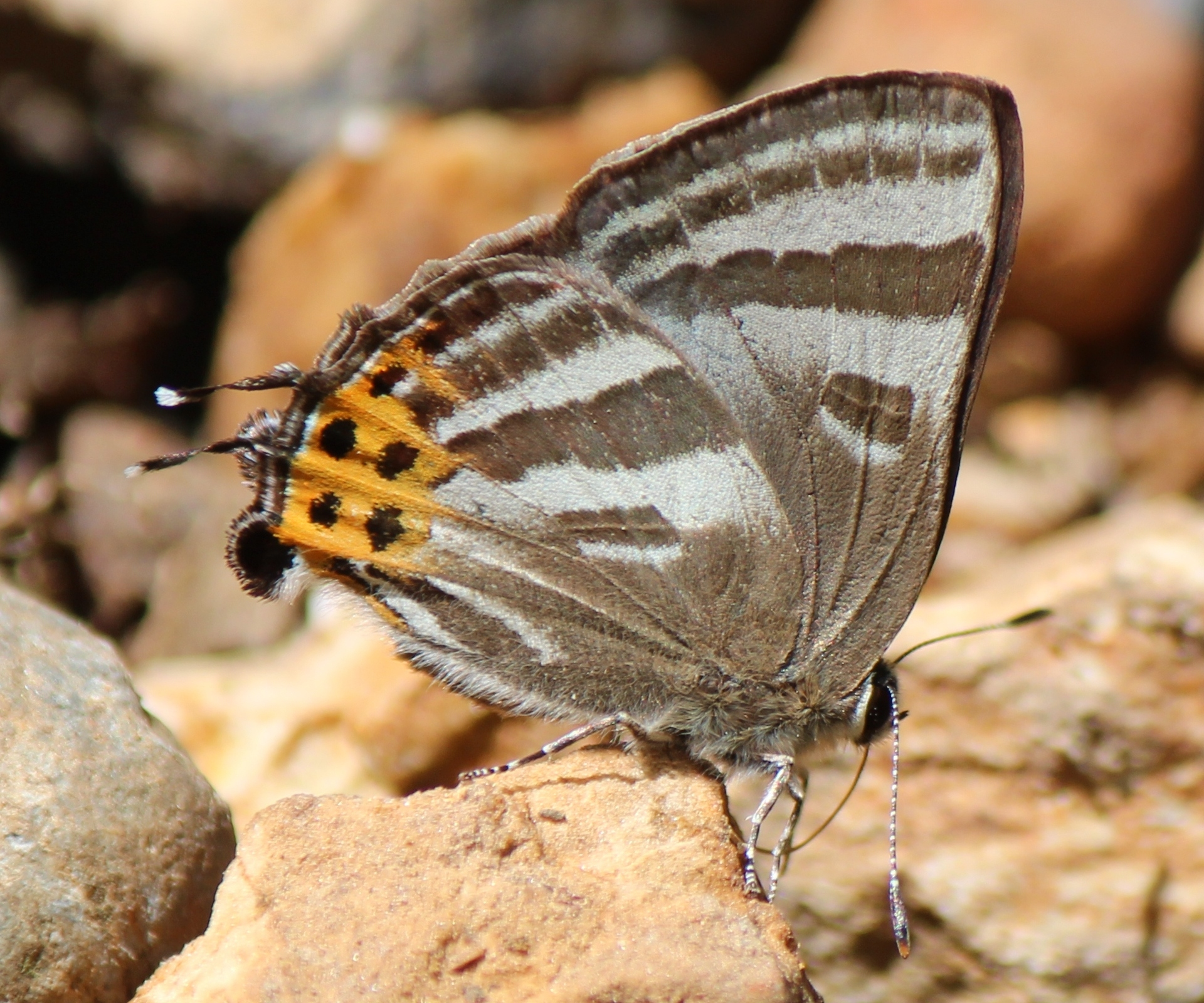
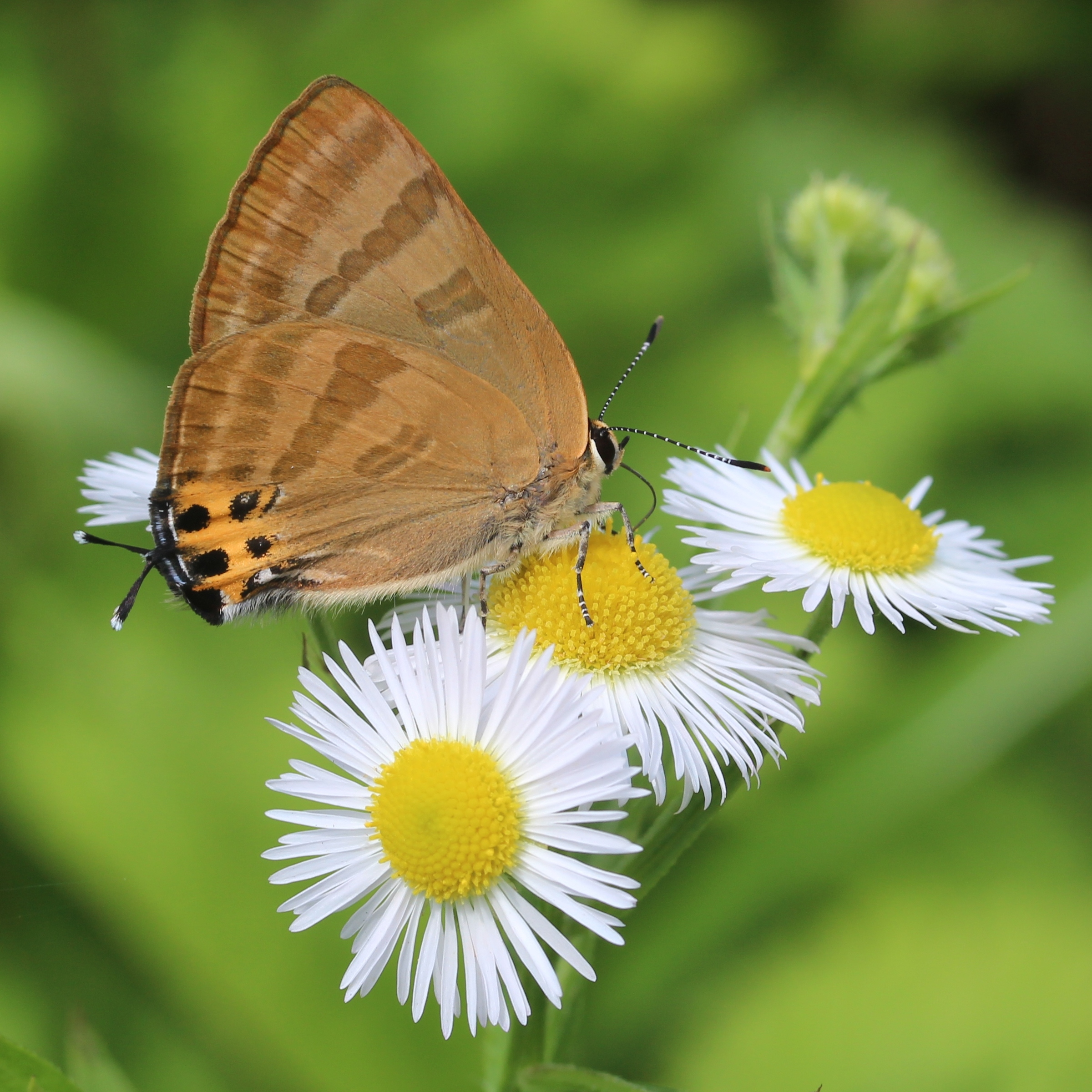
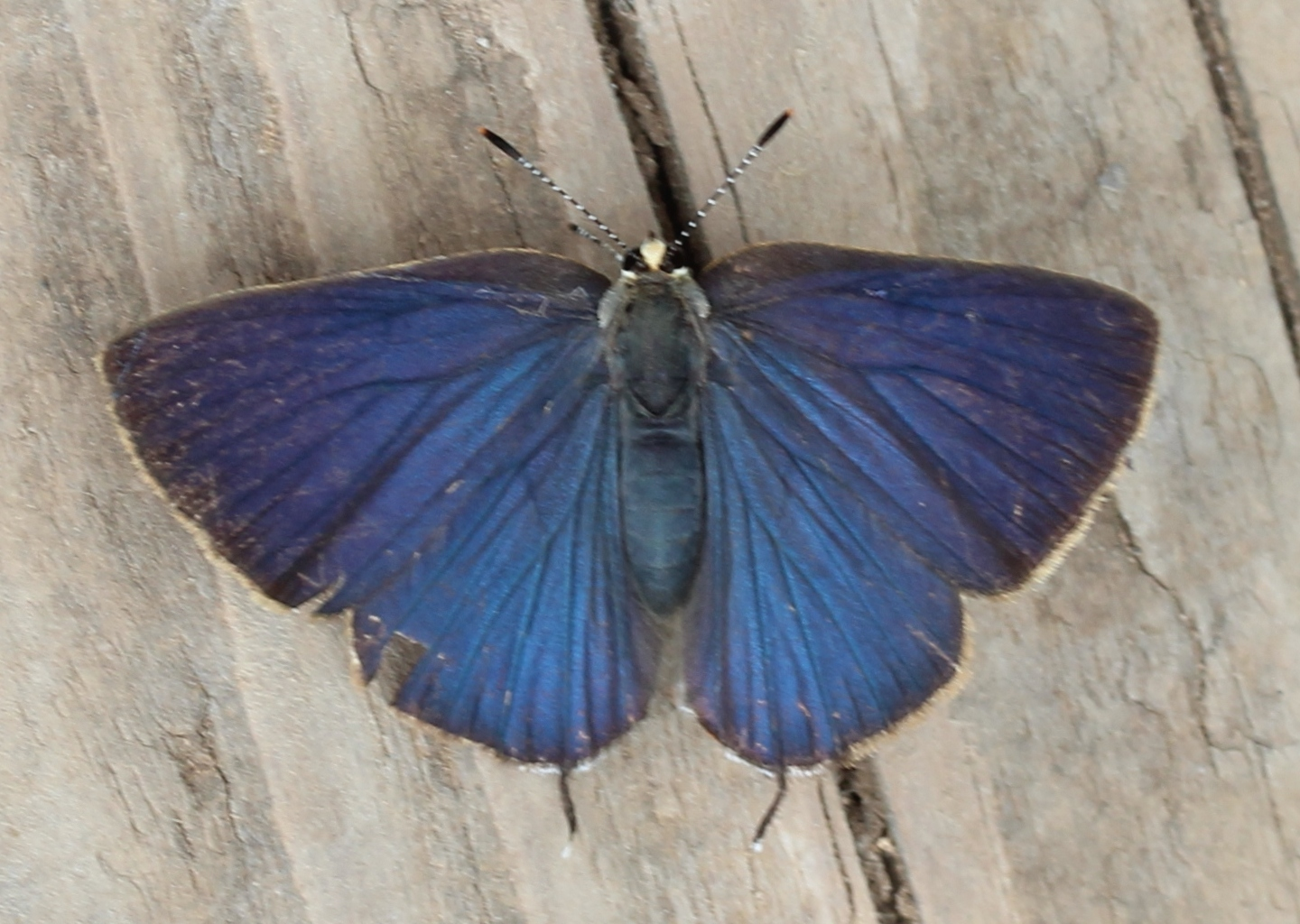
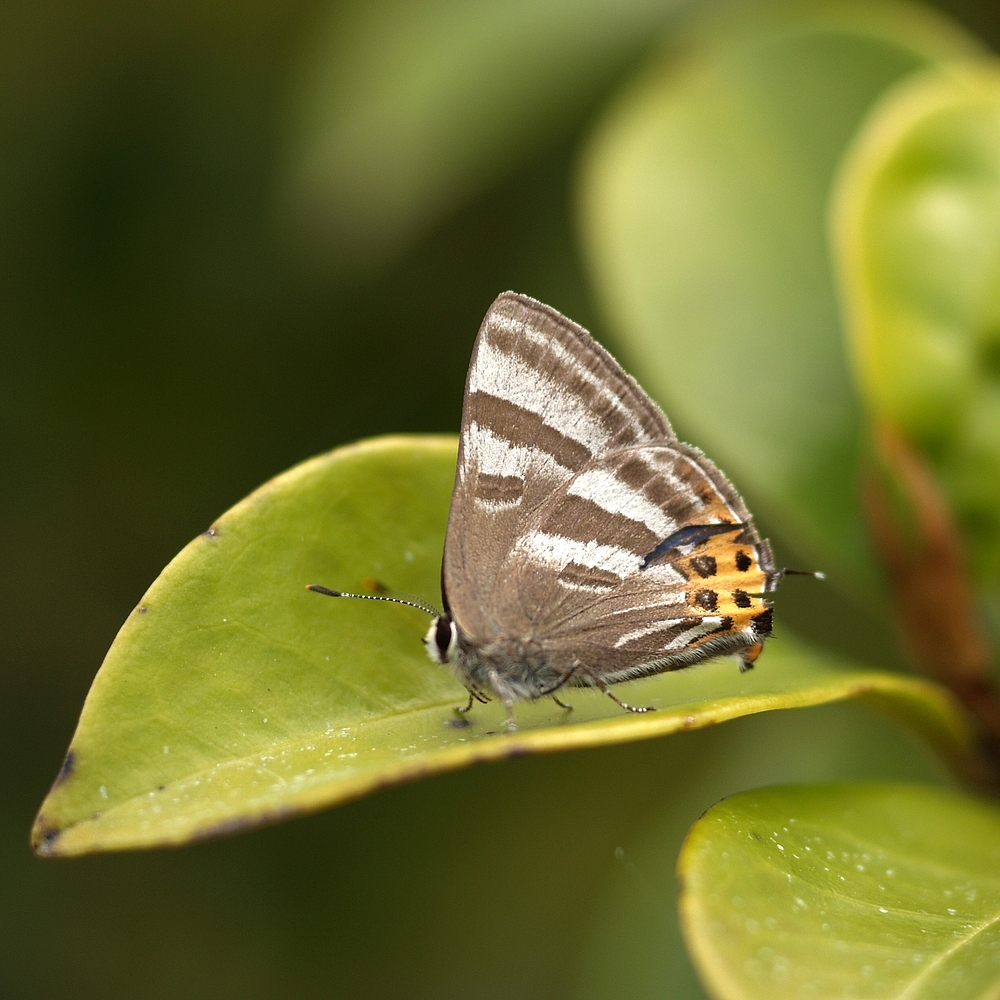